# Force de frappe
Force de frappe (literal „forță de lovire”; în sens de descurajare nucleară) este denumirea a ceea ce a fost triada aeriană, terestră și marină de forțe nucleare franceze. Franța are al patrulea cel mai mare arsenal nuclear din lume, după Rusia, Statele Unite și China.